# Barry Hillier
Barry Guy Hillier, auch Barrie Guy Hillier (* 8. April 1936 in Redcar; † 10. Dezember 2016 in Hampshire) war ein englischer Fußballspieler.

## Karriere
Barry Hillier, Sohn des Fußballprofis Joe Hillier, wurde in Redcar nahe Middlesbrough geboren, sein Vater spielte zu diesem Zeitpunkt beim dort ansässigen FC Middlesbrough. Nach seinem Karriereende ließ sich Joe als Kneipenwirt im südenglischen Gosport nieder, wo Barry auch seine Schulzeit verbrachte. Er stach dabei als Schüler nicht nur als Fußballer heraus, sondern war auch als talentierter Cricket-Spieler. So erhielt er 1951 als hoffnungsvollstes Talent aus dem Bezirk Gosport von der Tageszeitung Portsmouth Evening News einen von der südafrikanischen Tourneemannschaft von 1951 unterschriebenen Cricketschläger und -ball; zuvor hatte Hillier für eine südenglische Schülerauswahl gegen Nordengland gespielt. Auch 1954, zu diesem Zeitpunkt bereits beim FC Southampton unter Vertrag, war er noch als Cricketspieler aktiv, u. a. für den Ace Cricket Club in Gosport und den Hampshire Club and Ground, das Reserveteam des Hampshire County Cricket Clubs.
Als Fußballer trat Hillier nach seiner Schulzeit dem FC Southampton bei. Nach einigen Partien für das Reserveteam auf der rechten Verteidigerposition – später bekleidete er die Position des linken Verteidigers – wurde seine Laufbahn durch das Ableisten der Wehrpflicht unterbrochen. In dieser Zeit war er in Rhyl stationiert und gehörte als Amateur zum Aufgebot des nahegelegenen FC Chester, bestritt dort aber kein Pflichtspiel für die erste Mannschaft. Nach seiner Rückkehr dauerte es noch bis September 1957, ehe er bei einem 5:0-Erfolg gegen die Queens Park Rangers sein Pflichtspieldebüt in der Third Division South gab. Hillier kam meistens zum Zug, wenn der etatmäßige Linksverteidiger Tommy Traynor ausfiel. Da Traynor bis 1966 zum Rekordspieler der Saints wurde, waren Einsatzchancen für Hillier rar, er spielte daher regelmäßig im Reserveteam und war dort zeitweise auch Mannschaftskapitän.
Im Sommer 1959 erhielt Hillier nach neun Ligaspielen für Southampton von Trainer Ted Bates keinen weiteren Vertrag und schloss sich daraufhin, ebenso wie seine Mitspieler Pat Parker und Bryn Elliott, Poole Town an. Der in der Southern League spielende Klub wurde von Mike Keeping, einem früheren Southampton-Spieler, trainiert. Der Wechsel bedeutete zugleich das Ende seiner Profilaufbahn; nach einer Saison bei Poole Town klang seine Laufbahn im Anschluss in der Western Football League bei Dorchester Town und dem FC Andover aus.
Beruflich brachte es Hillier zum Vertriebsleiter eines Konsumgüterunternehmens im Osten von Hampshire, bei dem er 1998 in Ruhestand ging. Sportlich blieb Hillier bis ins hohe Alter als Golfer mit einem niedrigen einstelligen Handicap aktiv.